# Гридино (Гребовский сельский округ)
Гридино — деревня в Некрасовском районе Ярославской области. Входит в состав сельского поселения Красный Профинтерн.

## География
Находится в восточной части Ярославской области на расстоянии приблизительно 11 км на северо-запад по прямой от административного центра района поселка Некрасовское в левобережной части района.

## История
В 1859 году здесь (деревня Ярославского уезда Ярославской губернии) было учтено 7 дворов, в 1898 — 10.

## Население
Численность населения: 53 человека (1859 год), 22 (русские 50 %, езиды 50 %) в 2002 году, 14 в 2010.